# Pseudocannaboides
Pseudocannaboides là chi thực vật có hoa trong họ Apiaceae.